# 韓侂冑
韓侂冑（1152年11月6日—1207年11月24日），字節夫，籍貫河北路安阳（今河南），南宋中期的外戚、政治家、丞相、權臣，北宋名臣韓琦之曾孫，韩嘉彦孙，母親為宋高宗吳皇后的妹妹。侂冑娶吴皇后的侄女为妻，无子。曾侄孫女是宋寧宗的恭淑皇后。
侂冑曾與宗室趙汝愚合作，迫宋光宗禪位予其子嘉王趙擴，即宋寧宗，史稱绍熙内禅，又任寧宗宰相，任內追封岳飛為鄂王，追奪秦檜官爵，力主北伐抗金，因將帥乏人而功虧一簣。後在金國示意下，被楊皇后和史彌遠設計殺害，函首予金。金章宗厚葬之。
侂冑因禁絕朱熹理學與貶謫趙汝愚，故被理學學者視為奸臣。元編《宋史》亦將其列為奸臣。

## 生平

### 早年
韓侂冑以父親韓诚的門蔭而得官，历任閣門祗候、宣贊舍人、帶禦器械。孝宗淳熙末年官至汝州防御使知閣門事。

### 绍熙内禅
宋光宗紹熙五年（1194年），由於皇后李鳳娘剽悍，離間光宗與身為太上皇的其父孝宗，使光宗與孝宗長期不睦，於是宋光宗長期不見孝宗，群臣都極為不滿。孝宗逝世，光宗不願意服喪，也不主持喪事。宗室趙汝愚、韓侂胄、趙彥逾、徐誼、葉適、郭杲等，打算扶立光宗之子嘉王趙擴，韩侂胄是外戚，是太皇太后外甥，因和慈福宫內侍張宗尹交好，就想通过張宗尹密报太皇太后，两次都不许可进入，遇到重华宫提举关礼，便进宫告诉了太皇太后。韓侂胄立刻奔告赵汝愚，此时已近黄昏，赵汝愚立刻命令殿帅郭杲率领他的部下夜里分别守卫南北。第二天，太皇太后就到吊丧的地方垂簾聽政，宰臣传旨，宋光宗內禪，命嘉王趙擴即位，即宋宁宗。庆元六年（1200年），宋光宗忧郁而卒。

### 韩赵党争
寧宗即位之后，由趙汝愚为右相輔政，韓侂胄自居策立之功未得封典，因此懷恨汝愚，排擠他。朱熹上書奏侂冑之姦，因而去職。庆元二年（1196年），宁宗下诏禁止道学，四年，订伪学逆党籍，赵汝愚、朱熹、留正在列其中，是为庆元党禁，後使人向寧宗進言宗室輔政恐不利於皇帝，宗室趙汝愚被流放衡州（今湖南），1196年死於途中，同时韓侂胄加开府仪同三司；京镗任右相；道学领袖朱熹于1200年病逝。

### 开禧北伐
韩侂冑獲得寧宗的信任，自此得以獨掌權力，加封爵位，从此掌握朝廷军政十三年，由枢密都承旨步步高升。先成为正一品太师，又官昇至比一般宰相地位還高的「平章軍國事」。他因為害怕朱熹在士大夫間的影響力，因此把朱熹的理學稱作偽學，加以禁絕，即是所謂的慶元黨禁，另一說是因為為了北伐作出準備，而理學徒眾中有苟且偷安之輩，故加以禁絕。庆元五年（1199年），陆游曾為韩侂冑写《南园记》，據稱韩侂胄為此還命四夫人擘阮琴起舞。陸游在文中則勉励韩侂胄勿忘抗金中兴。
开禧元年（1205年），韓侂冑任平章军国事，独揽军政大权，志在收復山河，開始作北伐準備，並在寧宗的支持下给岳飞加諡號武穆之后，追封岳飞为鄂王，并削去秦桧的王爵，諡號改为“缪丑”。當時許多主戰派人士如辛棄疾、陸游、叶适等都曾對此懷抱希望。但他準備不周，進兵輕率；且用人不當，例如以吳曦守蜀地最後叛變；此外計畫過於明顯，使金人早有準備。
開禧二年（1206年），宋寧宗下詔伐金，是為開禧北伐。韓侂冑命四川宣抚副使吳曦兼陕西、河东路招抚使，郭倪兼山东、京、洛招抚使，赵淳、皇甫斌兼京西北路招抚使、副使，准备收复失地。宋軍小勝之後逐漸失敗，反而金兵南下，情況危急，侂冑想與金人談和，但金人要求將侂胄縛送金營聽候懲治。韩侂胄大怒，撤还两淮宣抚使张岩，另任赵淳为两淮置制使，镇守江、淮。自出家财二十万准备再战。

### 玉津園之變
礼部侍郎史弥远，当时兼任资善堂翊善（皇子老師），透過學生趙希瓐聯絡到素來與韓侂冑不合的宁宗皇后杨桂枝，策划杀害韩侂胄。楊后兄長楊次山以外戚身分也參與謀誅韓侂冑的計畫中。开禧三年十一月初二日（1207年11月23日）宋寧宗分別下頒三道御批。一道給錢象祖、衛涇、史彌遠等人，一道給張鎡，又一道給李孝純。張鎡、李孝純接到御批並沒有做出任何行動，惟獨錢象祖亟授殿前司公事夏震，夏震剛開始聽聞要誅殺韓侂冑，面有難色，直到看見宋寧宗的御批後。便說：「君命也，震當效死。」翌日，夏震指示部下鄭發、王斌邀韓侂冑車於六部橋，到達玉津园夾牆內後，夏震便用鐵鞭擊殺韓侂冑，鐵鞭擊中韓侂冑的陰部，韓侂冑遂死。史弥远杀害韩侂胄之后，不顾抗金形势大好，撤销各地的宣抚使并对金国议和，史弥远竟开棺砍去韩侂胄的首级送给金国，最终宋金两国签订嘉定和议，双边关系由「叔侄之国」变成「伯侄之国」。当韩侂胄的首级到达金国后，金国的言官都认为他仍是忠义可嘉的人，于是纷纷上奏为他请求谥号。金人遂赠予其“忠缪”谥号，将之安葬在先祖韩琦的坟茔一旁，是为忠缪侯。

## 身后
韩侂胄遇害之后，其党羽苏师旦也被杀害，头颅被一同送往金国，陈自强罢相，贬往雷州。
史弥远于1208年成为南宋宰相，掌权长达26年，期间除上奏恢复秦桧王爵和赠谥，更矫诏拥立宋理宗，迫害原太子赵竑致死；史家叔侄专权，致使再无北伐，直至北方蒙古崛起，南宋联蒙灭金。

## 家庭
妻：娶宪圣皇后吴氏侄女，韩侂胄死时无子。
养子：领取魯𡬐子为后，起名韩㣉，韩侂胄被杀后，他被流放到了沙门岛。

## 評價
韓侂胄在《宋史》被列入奸臣傳，這與被他禁絕的朱熹理學後來成為顯學，有很大的關係。罗大经的《鹤林玉露》为韩侂胄鸣不平：“开禧之举，韩侂胄无谋浪战，固有罪矣。然乃至函其首以乞和，何也……譬如人家子孙，其祖父为人所杀，其田宅为人所吞，有一狂僕佐之复仇，谋疏计浅，迄不能遂，乃归罪此僕，送之仇人，使之甘心焉，可乎哉！”
南宋朝廷將韓侂冑的首級送至金國一事，也讓許多大臣認為有失國家的尊嚴。《四朝闻见录》中記載大臣王介為此抗議：“韓侂胄頭不足惜，但國體足惜！”《贵耳集》说：“韩侂胄函首才至虏界，虏之台谏文章言侂胄忠于其国，缪于其身，封为忠缪侯。”